# 암브로시아나 도서관
암브로시아나 도서관(이탈리아어: Biblioteca Ambrosiana)는 밀라노의 암브로시아나 궁(Palazzo dell'Ambrosiana) 내부에 위치한 도서관이다. 내부에는 '암브로시아나 미술관'(이탈리아어: Pinacoteca Ambrosiana)도 자리해 있다.
도서관의 명칭은 밀라노의 성인인 암브로시우스에서 따왔으며 1609년 페데리코 보로메오 추기경이 서유럽과 그리스, 시리아의 문헌을 수집하여 세웠다.

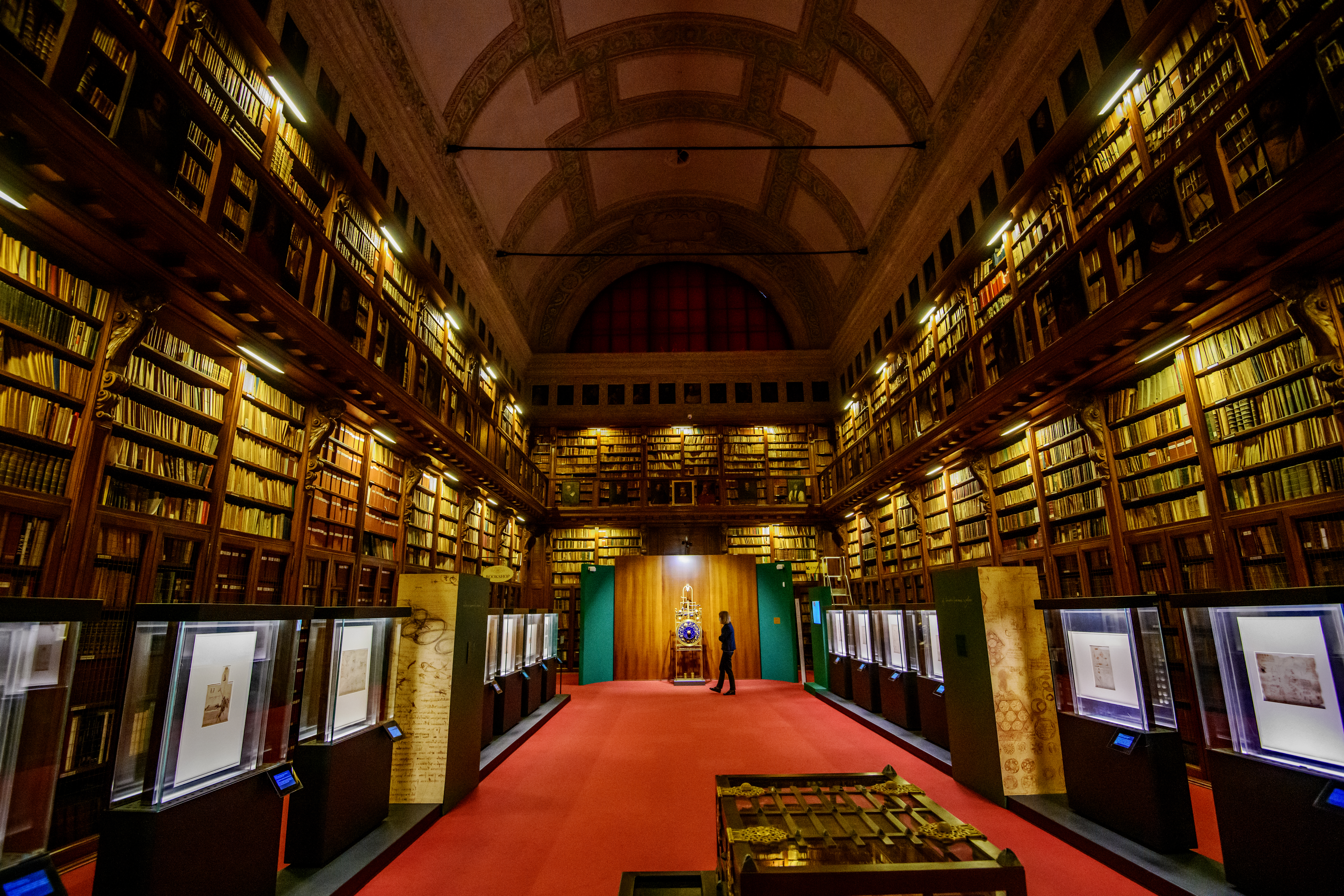
암브로시아나 도서관

## 역사
밀라노 추기경인 페데리코 보로메오(Federico Borromeo, 1564-1631)는 1585~1595년과 1597~1601년 로마에 처류하면서 예술, 문학, 과학 자료 등을 수준 높게 갖춘 문화 기관을 차리는 방안에 고민하였다. 이는 하나님의 영광과 인본주의적 가치의 완전한 진흥에 대한 보편적 봉사에 관한 것이었다. 밀라노에 돌아와서 그는 전 세계의 원고와 인쇄물을 모으기 위해 사자들을 파견했고, Ambrosiana 건설에 착수하여 1603년 렐리오 부치(Lelio Buzzi)와 프란체스코 마리아 리키니(Francesco Maria Richini)에게 맡겼고, 1611년 파비오 마뇨네(Fabio Mangone)는 도서관에 아카데미 및 미술 컬렉션을 위한 두 개의 살롱을 추가했다.
1826년~1836년 산 마리아 델라 로사 교회 (S Maria della Rosa) 교회의 지구에 있는 자코모 모랄리아(Giacomo Moraglia)는 신고전주의풍의 안뜰을 건축했고, 북쪽 입구를 뒤집었으며, 산타 콜로나(Cornagno del Pio Istituto di Santa Corona)의 르네상스 홀을 통합했다. 1923년에 신고전주의풍 안뜰은 현재의 도서관으로 탈바꿈했으며, 1928년 St. Charles Borromeo가 창설 한 Oblates에 속한 건물은 천년 기원의 성묘 교회에서 성도 마리아 막달레나 교회와 함께 암브로시아나 도서관에 합병되었다. 1943년 폭파 사건 이후 루이지 카치아 도미니오니(Luigi Caccia Dominioni)에게 수복물을 위탁했다. 1990년부터 1997년까지 카리플로 은행, Intesa-Bci의 기부로 거의 모든 객실의 완벽한 현대화가 완료되어 복원 및 개조 공사가 진행되었다.

## 도서관
1609년 12월 8일 암브로시아나 도서관이 수립될 당시, 서양과 동양의 문화와 과학을 두루 아우르는 자료들이 소장되었다. 멀게는 아랍, 중국, 러시아, 인도, 일본까지 전세계에서 구입 한 약 3만 장의 인쇄물과 8,000장의 원고가 소장되었다. 잔 빈첸초 피넬리의 소유였던 5세기의 일리아스, 프란체스코 페트라르카 (Francesco Petrarca)의 베르길리우스의 문헌, 아랍 학자들이 아리스토텔레스의 문헌을 집대성한 키타브 알하야완, 알자히즈의 문헌, 줄리오 알레니의 중국 지도 만국전도 (萬國全圖) 등이 있었다.
암브로시아나 도서관의 명성은 1637년에 갈레아초 아르코나티 (Galeazzo Arconati)가 제공한 레오나르도 다 빈치의 필사본과 만프레도 세탈라 (Manfredo Settala)의 멋진 박물관과 같은 다른 뛰어난 작품들을 끌어 들였다. 기부금은 수세기 동안 계속되어, 1909년에는 카프로티(Caprotti) 컬렉션의 아랍 필사본 1600점을 입수하였다. 2009년 살라 페데리카나 델람브로시아나 (Sala Federiciana dell'Ambrosiana)와 산타 마리아 델레 그라치에 교회의 Bramante Monumental Sacristy에서 열린 2015년 밀라노 세계 박람회 기념 특별전은 레오나르도 다 빈치는 아틀란틱 코덱스(Atlantic Codex) 1119점에 2000여 점의 그림 등 천재의 걸작을 모두 전시했다.

## 미술관
페데리코 보로메오는 1577년 로마 교황 그레고리오 13세 (Gregory XIII)가 1593년에 페데리코 주카리 (Federico Zuccari)에 의해 디자인 한 아카데미아 디 산 루카 (Accademia di San Luca)의 첫 후원자였다. 1595년 대주교로 밀라노에 도착한 그는 피렌체와 로마의 예술학교들에 필적할 예술 학교를 설립할 계획이었다. 추기경 프로그램의 많은 멘토들 중에는 루뱅의 교수인 주스토 리프시오 (Giusto Lipsio)와 밀라노 팔라티노 미술학교의 에리초 푸테아노 (Ericio Puteano) 교수, 그리고 Brueghel과 Brill 형제들도있었다. 1618년 페데리코는 암브로시아나 도서관에 그림과 드로잉 컬렉션을 기증하여 미술관의 핵심 소장품에 기여하였으며, 라파엘로, 카라바조, 레오나르도 다 빈치, 티치아노, 베르나르디노 루이니의 작품을 전시했다. 스케치, 회화, 조각 및 건축술의 기초는 1620년 6월 25일 조반니 바티스타 크레스피 (Giovanni Battista Crespi)가 체라노 (Cerano), 잔 안드레아 비피 (Gian Andrea Biffi), 파비오 만고네 (Fabio Mangone)로 알려진 세 명의 주인공을 임명하여 회화, 조각 및 감독을 각각 담당하게 했다. 현재 미술관은 24개의 전시실과 이탈리아 및 유럽의 최고의 걸작품인 300점의 대작을 보유하고 있으며 2013년 4월 -6월에 도쿄에서 개최되는 전시회를 포함하여 해외에서 여러해 동안 진행되는 전시를 하고 있다.